# Médium
A médium többjelentésű szó. Így nevezik a pszichológiában a hipnózis kísérleti alanyát. A parapszichológiában a különleges érzékelési képességekkel rendelkező egyén neve, aki képes felfogni és közvetíteni bizonyos dolgokat. Néha olyan személyt jelöl, aki paranormális jelenségeket produkál. A szellemtanban és a szó klasszikus értelmében azt nevezik médiumnak, aki egy szellemlénnyel kapcsolatba lép, rajta keresztül nyilvánul meg különböző módokon.

## Etimológia
A szó a latin medius-ból ered, ami mindazt jelenti, ami középen van.

## A médiumitás

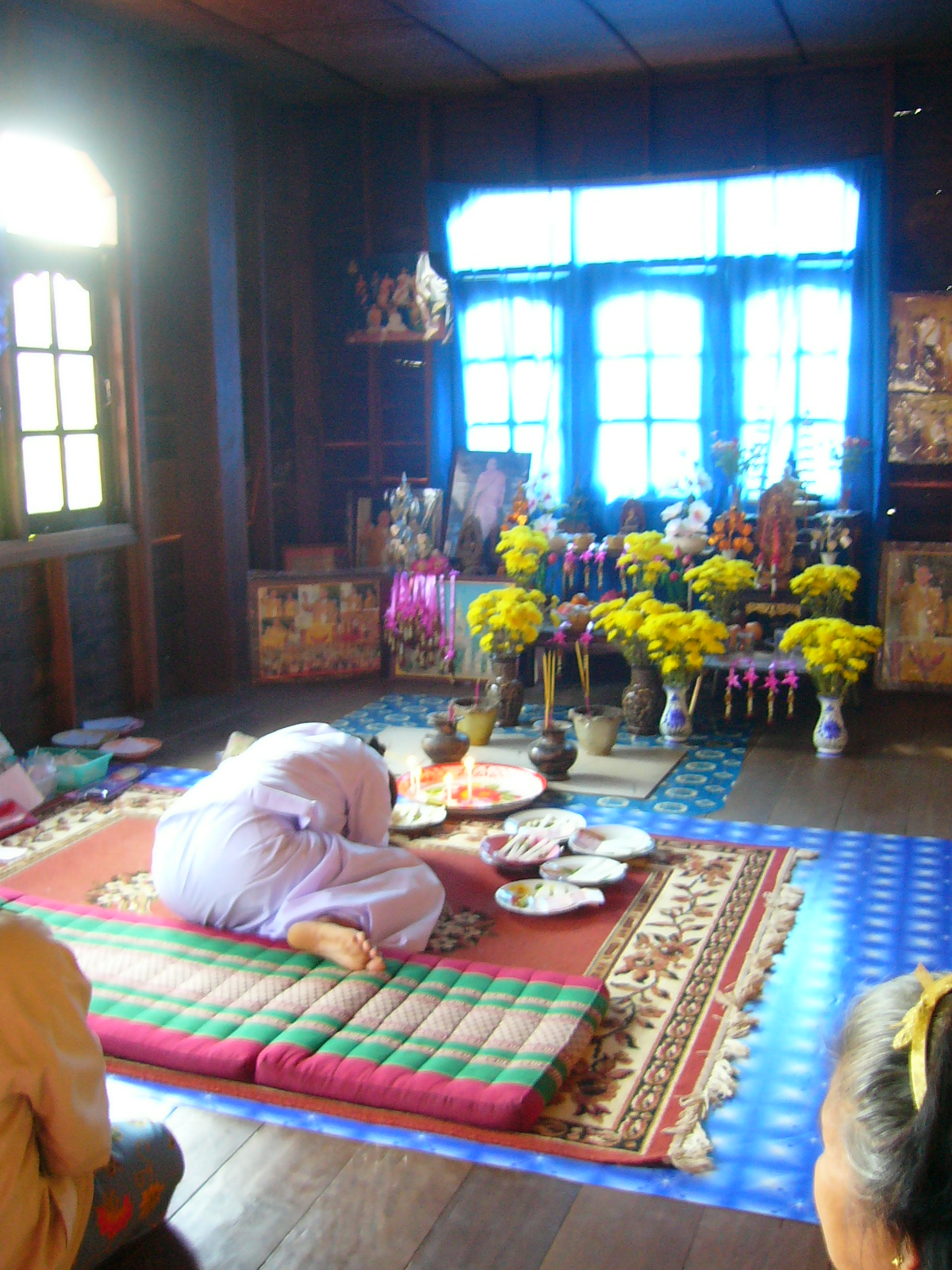
Egy médium a szellemekkel való kapcsolatot keresi Thaiföldön

A médium két lény közötti személy, aki természetfelettinek tűnő módon képes felfogni és közvetíteni bizonyos dolgokat. Olyan ember, aki azt állítja, hogy képes kommunikálni a szellemekkel, üzeneteket kap a természetfeletti lényektől (például angyaloktól) vagy az elhunytaktól.
A médiumnak többféle formája lehet, a közvetítésnek vagy csatornázásnak (channeling) különböző típusai léteznek.
Számos vallás és ideológiai mozgalom szerte a világon azt állítja, hogy tanításaikat mediális csatornákon keresztül, prófétákon és misztikusokon keresztül kapták. Joseph Smith például azt állította, hogy egy Mormon nevű lény adta át neki a Mormon könyvét.  A Korán megalkotását Gábriel arkangyalnak tulajdonítják, aki állítólag az iszlám alapítójának és prófétájának, Mohamednek diktálta azt.
A mentális médium úgy tud kommunikálni a szellemekkel, hogy közben teljesen a tudatánál marad. Vele szemben a transzmédiumnál ez általában abban a speciális tudatállapotban megy végbe, amit transznak nevezünk. Ilyenkor a médium öntudatlan állapotban van, testét és lelkét egy szellem veszi birtokába, azaz egy test nélküli lény ölt benne testet.
A transzmédiumok hajlandók kölcsönadni teljes testi valójukat szellemeknek, akik a szeánsz során az ő hangjukon beszélnek. A szellemek per definitionem test nélküliek, ám olyan lények, akik néha igen nagy erővel rendelkeznek. Egyes médiumok transz állapotában nemcsak más kézírással írnak, hanem olyan nyelveken is folyamatosan beszélnek, melyeket normális életükben nem ismernek. A transzban lévő médium a benne megnyilatkozó szellem képességeit mutatja. Ebből következik, hogy ideiglenesen olyan tehetséggel rendelkezik, amely eredetileg nincs is meg benne. Az inkorporáció rövid ideig tart, és gyakran csupán egyszerű üzenetek átadására szorítkozik. Ezeknek az üzeneteknek a címzettje egy harmadik személy, a médiumnak csak közvetítő szerepe van. Utólag gyakran nem is emlékeznek kijelentéseikre vagy átváltozásukra.
A szellemidézés gyakran kapcsolódik össze olyan vallásos vagy részben vallásos jellegű irányzatokkal és kultuszokkal mint a spiritizmus, spiritualizmus, vudu, candomblé, umbanda, sámánizmus és egyes New Age csoportok.
Az ezoterika alapján a hasonló a hasonlót vonzza; azaz a médium csak olyan asztrális szintekkel és lényekkel tud kapcsolatot teremteni, amelyek rezgése hasonló a sajátjához. Minél magasabb szinten álló lénnyel akar kommunikálni egy médium, annál magasabb szinten kell hogy ő is álljon, erkölcsileg, szellemileg, fizikailag. Ha nem tudja megkülönböztetni a szellemlények és energiák rezgéseit, akkor könnyen félrevezetik; olyan alacsony rezgésű szellemlényekkel kerül kapcsolatba, amelyek hazudnak neki.
Georges Langelaan francia-brit író Elátkozott dolgok (Les faits maudits) című művében  a médiumokat szellemesen három csoportba sorolja. Az első csoportot nevezi a szélhámosoknak, akik nem hisznek a dologban és a többieket is becsapják. A második csoport a hívőké, akik magukat csapják be. S rajtuk kívül vannak a többiek.